# Streepborstspecht
De streepborstspecht (Dendrocopos atratus) is een vogel uit de familie Picidae (Spechten).

## Verspreiding en leefgebied
Deze soort komt voor in Zuidoost-Azië en telt twee ondersoorten:
- D. a. atratus: noordoostelijk India, Myanmar, Thailand en Laos.
- D. a. vietnamensis: Vietnam.